# Ла-Лібертад (Сальвадор)
Ла-Лібертад (ісп. La Libertad) — портове місто в Сальвадорі, у однойменному департаменті.

## Історія
Перше поселення на території Ла-Лібертад було засновано в 1770 році. В 1869 році в селищі проживало 266 осіб. 23 серпня 1957 року селище отримало статус міста.

## Географія
Центр міста розташовується на висоті 30 м над рівнем моря.

## Економіка
Ла-Лібертад є великим туристичним центром, більшість населення міста задіяно в галузі послуг.